# Gueto de Cluj-Napoca

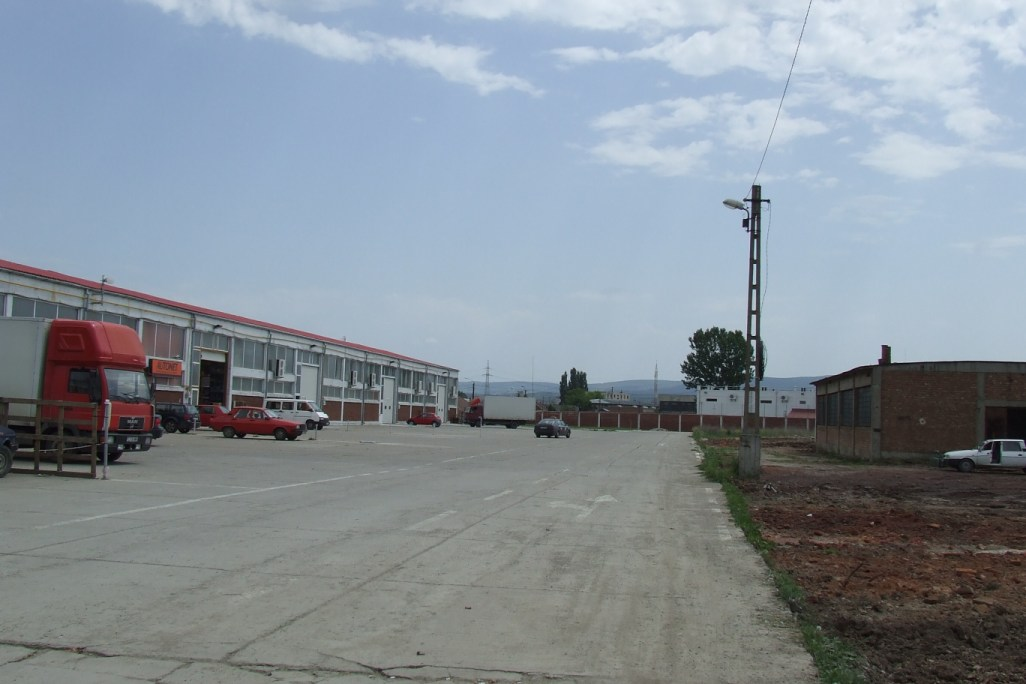
Aspecto del lugar en el que se encontraba el Gueto. (mayo de 2007)

## Historia
El 3 de mayo de 1944, comenzó la guetización de Cluj-Napoca (Kolozsvar), que se completó en una semana. Eso fue menos de dos meses después de que los nazis pusieran en marcha la operación Margarette el 19 de marzo, mediante la cual la Wehrmacht puso a Hungría bajo un gobierno títere.
Los judíos fueron concentrados en la fábrica de ladrillos Iris en la zona norte de la ciudad, que consistía principalmente de barracas usadas para secar ladrillos y mosaicos. El gueto carecía prácticamente de instalaciones para los aproximadamente 18.000 judíos de Cluj y sus alrededores que fueron encerrados ahí. La concentración de judíos fue llevada a cabo por las autoridades administrativa y policial locales con la cooperación de asesores de las SS (Schutzstaffel), incluyendo al Capitán SS (Hauptsurmführer) Dieter Wisliceny. El gueto estaba bajo el comando de László Urbán, el Jefe de Policía de Cluj. La administración interna del gueto fue confiada a un Consejo Judío (Judenrat) integrado por Fischer (a la cabeza), el Rabí Akiba Glasner, el Rabino Mozes Weinberger y Ernö Marton. Como todos los otros guetos en Hungría, la fábrica de ladrillos también tenía un "mint", un edificio especial donde la policía torturaba a los judíos para que revelaran dónde habían escondido sus bienes.
El gueto de Cluj fue liquidado en seis transportes a Auschwitz, con la primera deportación el 25 de mayo y la última el 9 de junio.